# Jurassic World Evolution
Jurassic World Evolution é um jogo eletrônico de simulação de negócios desenvolvido e publicado pela Frontier Developments em junho de 2018 para PlayStation 4, Windows e Xbox One, com base no filme Jurassic World, de 2015. Uma versão do jogo para Nintendo Switch foi lançada em novembro de 2020. No jogo, o jogador constrói um parque de dinossauros no Arquipélago Las Cinco Muertes, um grupo de cinco ilhas. O jogo inclui mais de 40 espécies de dinossauros; seus genes podem ser modificados para introduzir novos atributos. Os jogadores recebem contratos a serem cumpridos por três divisões, Ciência, Segurança e Entretenimento, o que lhes permite progredir. Um modo sandbox ambientado na Isla Nublar, cenário do primeiro e do quarto filmes, pode ser desbloqueado.
O jogo foi criado por uma equipe de desenvolvimento de aproximadamente 100 pessoas com um orçamento de cerca de 8 milhões de libras. Seu desenvolvimento começou em 2016, depois que a NBCUniversal abordou a Frontier Developments sobre a criação de um jogo para acompanhar o lançamento nos cinemas de Jurassic World: Fallen Kingdom. Para isso, a equipe da Frontier inspecionou diferentes modelos de dinossauros e materiais de referência enviados pela Universal, assistiu aos filmes Jurassic Park e leu os romances e as teorias dos fãs. A equipe consultou o paleontólogo Jack Horner ao projetar os dinossauros. Jeff Goldblum, Bryce Dallas Howard e BD Wong reprisaram seus papéis da série de filmes Jurassic Park, falando com os jogadores e contribuindo para a narrativa do jogo.
Anunciado na Gamescom 2017, o jogo foi recebido de forma mista pela crítica. Críticos elogiaram os designs e gráficos dos dinossauros, mas os contratos, a simulação e a jogabilidade de gerenciamento do jogo não foram tão bem recebidos. O tutorial e a curva de aprendizado do jogo também foram criticados. Sete meses após seu lançamento inicial, o jogo havia vendido dois milhões de cópias por meio de vendas digitais e físicas, tornando-se o jogo de maior sucesso lançado pela Frontier. O jogo foi mantido com atualizações gratuitas e conteúdo para download após o lançamento. Em março de 2020, o jogo havia vendido três milhões de cópias. Uma sequência, Jurassic World Evolution 2, foi lançada em 9 de novembro de 2021.

## Jogabilidade

Uma captura de tela mostrando o dinossauro Ankylosaurus. Para manter os animais felizes, o jogador deve cumprir diferentes necessidades como indicado na barra de status à esquerda.

Jurassic World Evolution é um jogo de simulação de negócios que permite que o jogador construa um parque temático de dinossauros de Jurassic World com atrações e instalações de pesquisa. Os jogadores devem construir um Centro de Expedição, que envia paleontólogos a locais de escavação de fósseis para obter material de DNA de dinossauros. O sequenciamento de DNA, que pode ser feito no Centro de Fósseis, desbloqueia novos dinossauros e atualiza seus atributos, como expectativa de vida e resistência. Com DNA suficiente, os jogadores podem usar o Laboratório de Criação Hammond para criar e incubar dinossauros. Os jogadores também podem melhorar os genes dos dinossauros integrando o DNA de espécies modernas ao dos dinossauros para preencher suas lacunas e permitir que eles evoluam. As modificações no DNA dos dinossauros alteram suas estatísticas básicas, bem como todos os aspectos, desde o nível de agressividade até a aparência. O jogo possui uma ferramenta de terreno que permite aos jogadores modificar o ambiente plantando árvores e criando fontes de água.
Os dinossauros são a principal atração e fonte de renda no jogo, embora também seja possível ganhar dinheiro com a venda de produtos em lojas e com a hospedagem de hóspedes em hotéis. O jogo apresentava aproximadamente 40 espécies de dinossauros no lançamento. Os jogadores podem dar nome a cada dinossauro depois que eles são incubados. Os jogadores precisam construir recintos para conter os dinossauros para que os visitantes os vejam. As necessidades dos diferentes dinossauros, como o tipo de alimento que ingerem e a extensão das interações sociais que exigem, devem ser atendidas para mantê-los saudáveis e satisfeitos. Os dinossauros, controlados por inteligência artificial, interagem entre si e com o ambiente, bem como com os visitantes, caso tenham saído do recinto. Por exemplo, os carnívoros atacarão carnívoros de uma espécie diferente e caçarão herbívoros.

Uma captura de tela mostrando um Brachiosaurus e a Girosfera, uma das atrações inspiradas em Jurassic World que o jogador pode adicionar ao parque.

Os jogadores também precisam construir várias atrações de entretenimento, além de comodidades como restaurantes e lojas para agradar aos visitantes. Um exemplo de atração turística é a Girosfera ou o monotrilho de Jurassic World. Os jogadores também podem usar o modo de foto do jogo para tirar fotos de dinossauros, o que ajuda o parque a ganhar dinheiro e publicidade. Cada instalação de entretenimento e comodidade vem com seu próprio sistema de gerenciamento. Os jogadores podem definir e ajustar as taxas de entrada, bem como o número de funcionários presentes em cada instalação. Os dinossauros podem ser vendidos para gerar renda adicional.
Várias situações de emergência podem ocorrer no parque, incluindo falhas de energia, clima imprevisível e fugas de dinossauros, que devem ser resolvidas pelos jogadores para garantir a segurança e a felicidade dos hóspedes. Os jogadores podem construir um Centro ACU e uma Estação de Guarda Florestal, que são responsáveis por manter a segurança do parque. Eles podem sedar dinossauros fugitivos, medicar dinossauros doentes, reabastecer alimentadores de dinossauros, transportar dinossauros, consertar cercas e muito mais. Os jogadores também podem controlar veículos a partir de uma perspectiva de terceira pessoa, como helicópteros e caminhões 4x4, para concluir essas tarefas. Podem ser construídos abrigos de emergência para proteger os hóspedes, bem como outras estruturas de segurança, como redundâncias de rede de energia e centros de alerta de tempestades. Muitas dessas instalações de segurança podem ser atualizadas para aumentar sua eficiência ao lidar com emergências.

### Modos de jogo
No modo carreira, o objetivo do jogador é desenvolver parques cinco estrelas nas ilhas fictícias do Arquipélago Las Cinco Muertes. Vários personagens da franquia Jurassic World ajudam os jogadores durante o jogo. Os jogadores encontrarão outras figuras-chave que representam os três ramos do desenvolvimento do parque: Entretenimento, Segurança e Ciência. Cada um desses personagens tenta convencer os jogadores a desenvolver o parque de acordo com seus conselhos. Eles dão aos jogadores “contratos” a serem concluídos, que incluem uma série de metas e objetivos. Esses contratos acrescentam narrativa ao jogo, além de fornecer recompensas e reputação em seus respectivos domínios. Os jogadores são aconselhados a ficar atentos à sua reputação em cada divisão. Se a reputação de um jogador em uma divisão ficar muito baixa, isso criará uma sabotagem no parque do jogador que precisará ser resolvida imediatamente. Por exemplo, a energia do parque pode ser desligada, permitindo a fuga de dinossauros, ou uma doença pode ser introduzida para infectá-los. Todas essas divisões contribuem para as classificações dos parques. As cinco ilhas, cada uma com características e desafios diferentes, serão desbloqueadas gradualmente com classificações positivas suficientes do parque.
Isla Nublar, a ilha apresentada em Jurassic Park, Jurassic World e Jurassic World: Fallen Kingdom, é o cenário de um modo sandbox separado do modo carreira do jogo. O modo sandbox é desbloqueado quando uma classificação de parque de quatro estrelas é obtida na Isla Matanceros, a ilha inicial. Quando isso é alcançado, tudo o que os jogadores desbloquearam no modo carreira, como melhorias de construção e dinossauros, será transferido para o modo sandbox; tudo o que estiver bloqueado no modo carreira permanece bloqueado no modo sandbox. No modo sandbox, os jogadores têm fundos ilimitados e podem definir o clima e a hora do dia em seus parques. O modo Desafio, disponível em uma atualização após o lançamento do jogo, envolve jogar com níveis de dificuldade ajustáveis e dinheiro limitado, além de outras diferenças, como taxas e penalidades contra o jogador. Há um modo adicional disponível no menu principal que permite que cada ilha seja jogada no modo sandbox.

## Desenvolvimento e lançamento

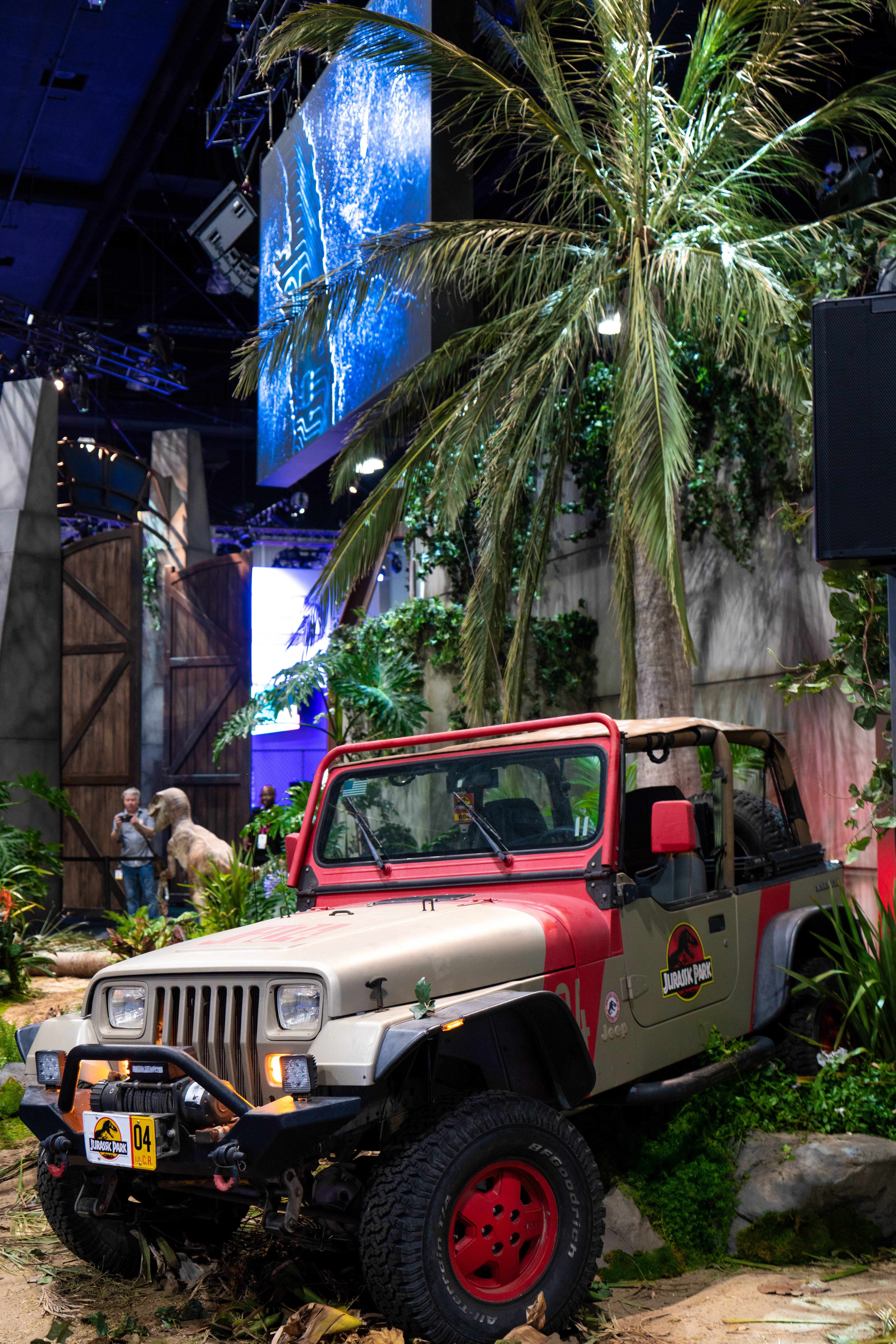
Estande de Jurassic World Evolution na E3 2018.

Jurassic World Evolution foi desenvolvido e publicado pela Frontier Developments, e é baseado no filme Jurassic World, de 2015; apesar disso, ele não é considerado canônico, o que permitiu mais liberdade criativa. A NBCUniversal queria um jogo para acompanhar o lançamento nos cinemas de seu filme Jurassic World: Fallen Kingdom, de 2018, e abordou a Frontier sobre criá-lo em cerca de dois anos antes do lançamento do filme. A Frontier também já estava interessada em criar um jogo de dinossauros.
O jogo foi criado com uma equipe de desenvolvimento de aproximadamente 100 pessoas, com um orçamento de cerca de 8 milhões de libras. Ele foi criado usando o motor de jogo Cobra Engine, da Frontier Developments. A Universal Pictures forneceu aos desenvolvedores modelos de dinossauros dos filmes para permitir um alto nível de detalhes, bem como materiais de referência e áudio. Para ajudar na criação do jogo, a equipe de desenvolvimento assistiu atentamente aos filmes e leu os romances de Michael Crichton, Jurassic Park e The Lost World, além de teorias de fãs. Além disso, a Universal e a equipe discutiram sobre vários elementos do jogo. O jogo foi complementado com a história de cada um dos filmes. Por exemplo, Jeff Goldblum reprisou seu papel como Ian Malcolm dos dois primeiros filmes de Jurassic Park. Bryce Dallas Howard e BD Wong também reprisaram seus papéis de Jurassic World.
O tiranossauro foi um dos primeiros dinossauros em que a equipe de desenvolvimento começou a trabalhar. Para os rugidos do T. rex, a equipe de som do jogo obteve amostras de áudio dos filmes e as alterou para garantir a originalidade. A equipe de animação alterou as animações do rugido do T. rex para se adequar aos efeitos sonoros. Para desenhar os dinossauros, a equipe de desenvolvimento se baseou principalmente nos filmes para obter consistência, ao mesmo tempo em que incorporou algumas das mais recentes descobertas científicas para acrescentar aos seus designs. A equipe também estudou pássaros e outros animais para ajudar no design dos dinossauros. Além de seus designs, o comportamento dos dinossauros foi baseado em uma combinação dos filmes e das descobertas científicas. O paleontólogo Jack Horner, que foi consultor nos filmes, também foi consultado para dar conselhos sobre os dinossauros do jogo. Eles receberam peles brilhantes e coloridas com base em novas pesquisas sobre dinossauros.
Em fevereiro de 2017, o CEO da Frontier, David Braben, anunciou que a empresa estava trabalhando em um novo projeto baseado em uma propriedade existente de Hollywood. O jogo foi anunciado durante a Gamescom 2017, realizada em agosto. Posteriormente, em 7 de outubro, imagens mostrando o jogo foram reveladas durante a primeira Frontier Expo. O jogo foi lançado digitalmente para Microsoft Windows, PlayStation 4 e Xbox One em 12 de junho de 2018, coincidindo com o lançamento nos cinemas de Jurassic World: Fallen Kingdom. Cópias físicas da versão para PlayStation 4 e Xbox One foram distribuídas pela Sold Out a partir de 3 de julho.
Uma versão do jogo para Nintendo Switch, intitulada Jurassic World Evolution: Complete Edition, foi lançada em 3 de novembro de 2020. Ela inclui todos os pacotes de DLC e atualizações que foram lançados anteriormente para as outras plataformas.

### Atualizações e conteúdo paradownload
Várias atualizações foram lançadas para o jogo ao longo de 2018, e a Frontier colaborou com a Universal em cada uma delas. Uma atualização gratuita do jogo baseada em Jurassic World: Fallen Kingdom, com seis dinossauros do filme, foi lançada em 22 de junho. Em agosto, a Frontier Developments anunciou uma atualização futura que alteraria o tamanho de vários dinossauros para que correspondessem a seus equivalentes na vida real e no filme. A atualização foi lançada em setembro e incluiu opções adicionais de sandbox e jogabilidade, bem como a adição do Modo Desafio.
O primeiro conteúdo para download (DLC) pago, Secrets of Dr. Wu, foi lançado em 20 de novembro. O DLC adicionou novas missões de história, opções de pesquisa e novas espécies de dinossauros e híbridos. No mesmo dia, a Frontier introduziu novos comportamentos de IA e um ciclo dia-noite no jogo por meio de uma atualização gratuita. A Frontier lançou o Cretaceous Dinosaur Pack e o Carnivore Dinosaur Pack em dezembro de 2018 e abril de 2019, respectivamente. Cada pacote de dinossauros apresentou três novas espécies. Em 18 de junho de 2019, um DLC pago intitulado Claire's Sanctuary foi lançado. Situada após Fallen Kingdom, a expansão apresenta uma campanha autônoma em que os jogadores realocam os dinossauros restantes presos na Isla Nublar para a Sanctuary Island.

Uma captura de tela do pacote de DLC Return to Jurassic Park, mostrando a nova skin disponível para o Brachiosaurus e para o jipe, emulando a aparência dos mesmos em Jurassic Park.

Outro pacote de DLC pago, intitulado Return to Jurassic Park, foi lançado em 10 de dezembro e inclui recursos do parque e locais do Jurassic Park original apresentados no primeiro filme. O DLC também inclui a Isla Sorna, a ilha apresentada nos filmes The Lost World: Jurassic Park (1997) e Jurassic Park III (2001). Ele também apresenta sete novas missões com novas vozes de Goldblum, bem como de Sam Neill e Laura Dern, estes reprisando seus papéis como Dr. Alan Grant e Dra. Ellie Sattler, respectivamente. O DLC reuniu os três atores pela primeira vez desde o filme original de 1993. Return to Jurassic Park apresenta uma história original que ocorre logo após o primeiro filme, ignorando as sequências. Na história, Grant, Malcolm e Sattler retornam à Isla Nublar e tentam colocar o parque em funcionamento.
Por meses, a Frontier tentou fazer com que Neill, Goldblum e Dern gravassem suas falas juntos, mas problemas de agenda impediram que isso acontecesse. Em vez disso, as gravações de um ator eram reproduzidas para os outros para ajudá-los a gravar suas próprias falas. O DLC também apresenta o personagem John Hammond, que foi interpretado nos filmes por Richard Attenborough. No DLC, Hammond foi interpretado pelo dublador Mackenzie Gray. Return to Jurassic Park esteve em desenvolvimento por algum tempo, já que a equipe da Frontier queria dedicar tempo para criar um DLC abrangente baseado no primeiro filme. O produtor executivo Rich Newbold disse: “Essencialmente, todo o jogo foi reconstruído com uma versão Jurassic Park de cada edifício”. Desenhos de dinossauros baseados em The Lost World: Jurassic Park e Jurassic Park III também foram introduzidos no DLC. Para referência, a Universal forneceu aos desenvolvedores ativos originais e arquivos de áudio dos arquivos de produção do filme para garantir que os dinossauros se movessem, soassem e se parecessem com seus equivalentes nos filmes. O pacote introduziu o Compsognathus e o Pteranodon, bem como novos designs para o Tyrannosaurus rex e o Velociraptor do jogo, correspondendo à aparência original no primeiro filme.
| Nome                         | Lançamento             | Descrição |
| ---------------------------- | ---------------------- | --- |
| Deluxe Dinosaur Pack         | 12 de junho de 2018    | Pacote pago que adiciona Archaeornithomimus, Crichtonsaurus, Majungasaurus, Styracosaurus e Suchomimus como dinossauros incubáveis. |
| Fallen Kingdom Update        | 22 de junho de 2018    | Atualização que adiciona Allosaurus, Baryonyx, Carnotaurus, Indoraptor, Sinoceratops e Stygimoloch como dinossauros incubáveis. Também adiciona personagens à base de dados e diversas correções de falhas. |
| Secrets of Dr. Wu            | 20 de novembro de 2018 | Pacote pago que adiciona a capacidade de criar novos híbridos, como Ankylodocus, Spinoraptor e Stegoceratops. Também adiciona Olorotitan e Troodon como dinossauros incubáveis, duas novas áreas de construção, vários novos genes para alterar as necessidades sociais e de habitat dos dinossauros e um edifício avançado de defesa contra tempestades. O novo conteúdo é adicionado diretamente à campanha principal. |
| Cretaceous Dinosaur Pack     | 13 de dezembro de 2018 | Pacote pago que adiciona Carcharodontosaurus, Dreadnoughtus e Iguanodon como dinossauros incubáveis. |
| Carnivore Dinosaur Pack      | 17 de abril de 2019    | Pacote pago que adiciona Acrocanthosaurus, Herrerasaurus e Proceratosaurus como dinossauros incubáveis. |
| Claire's Sanctuary           | 18 de junho de 2019    | Pacote pago que adiciona paleobotânica, permitindo que os dinossauros herbívoros tenham sua classificação e expectativa de vida aumentadas quando alimentados com plantas adequadas. Também adiciona o Jurassic Tour como instalação para visitantes, duas novas áreas de construção e Albertosaurus, Euoplocephalus e Ouranosaurus como dinossauros incubáveis. Os novos recursos são apresentados em uma nova campanha que se concentra em curar dinossauros doentes e resgatá-los de um vulcão ativo na Isla Nublar. |
| Battle at Big Rock Update    | 27 de agosto de 2019   | Atualização que adiciona Nasutoceratops como dinossauro incubável, inspirado pelo curta-metragem Battle at Big Rock, bem como correções de falhas. |
| Herbivore Dinosaur Pack      | 17 de setembro de 2019 | Pacote pago que adiciona Dryosaurus, Homalocephale e Nigersaurus como dinossauros incubáveis. |
| Raptor Squad Skin Collection | 26 de novembro de 2019 | Pacote pago que adiciona novas skins ao Velociraptor para se assemelhar aos indivíduos incluídos em Jurassic World: Blue, Delta, Echo e Charlie. |
| Return to Jurassic Park      | 10 de dezembro de 2019 | Pacote pago que que incorpora uma campanha focada na restauração do parque original, que envolve o Dr. Alan Grant, a Dra. Ellie Sattler, o Dr. Ian Malcolm, John Hammond e um Cabot Finch mais jovem. Essa campanha se passa nos dois novos locais que podem ser construídos e na nova era do Jurassic Park (que apresenta apenas edifícios e cenários no estilo de Jurassic Park). Compsognathus foi adicionado como dinossauro incubável, enquanto um novo edifício aviário foi adicionado para abrigar até 6 Pteranodon. Há também novas variantes de modelos e skins para Ankylosaurus, Brachiosaurus, Parasaurolophus, Stegosaurus, Triceratops, Tyrannosaurus rex e Velociraptor. |

## Recepção
Jurassic World Evolution recebeu análises "geralmente favoráveis" para Xbox One e Switch, enquanto suas versões para PC e PlayStation 4 foram recebidas de forma "mista ou moderada" pela crítica especializada, de acordo com o agregador de críticas Metacritic.
Críticos elogiaram os dinossauros apresentados no jogo. Sam Loveridge, da GamesRadar+, apreciou a variedade, bem como as cinemáticas exibidas quando um dinossauro é liberado do centro de incubação. Ela gostou de poder controlar o jipe e o helicóptero ACU a partir de uma perspectiva de terceira pessoa, uma mecânica que ela aplaude por permitir que os jogadores se relacionem com os dinossauros. Ela acrescentou que “perdia noites inteiras [no jogo] sem nem pensar” devido à sua natureza relaxante. Paul Tamburro, da Game Revolution, elogiou o design dos dinossauros, em especial a atenção da Frontier aos detalhes e à animação dos dinossauros. James Swinbanks, da GameSpot, concordou, elogiando os dinossauros. Ele também gostou da necessidade de aprender a personalidade, os requisitos e os comportamentos de cada dinossauro, acrescentando que o processo é “surpreendentemente satisfatório”. Daniel Tack, da Game Informer, gostou do fato de os jogadores poderem experimentar diferentes genes, embora tenha comentado que não se trata de uma “experiência de forma livre”. Dan Stapleton, da IGN, discordou e achou que desbloquear genes era tedioso, descrevendo o processo como uma série de “ações robóticas obrigatórias”. Embora tenha gostado da variedade de dinossauros, ele lamentou a falta de pterossauros e répteis pré-históricos aquáticos no lançamento. Dan Roemer, da Destructoid, elogiou a inclusão de espécies de dinossauros menos conhecidas, destacando o Giganotosaurus e o Deinonychus.
O aspecto de simulação do jogo recebeu críticas mistas. Loveridge teve uma opinião positiva sobre o gerenciamento de dinossauros, pois cada espécie tem suas próprias necessidades e nichos que os jogadores devem atender. Ela achou que o aspecto de gerenciamento do parque, incluindo a construção de instalações e serviços públicos, era “mínimo”. Tamburro comparou a simulação com RollerCoaster Tycoon e Zoo Tycoon. Ele gostou do caos criado quando os dinossauros aparecem, mas ficou desapontado com o fato de os dinossauros não atacarem a equipe do parque que faz a manutenção dentro dos recintos. Philippa Warr, da PC Gamer, elogiou os dinossauros, mas criticou a falta de atenção às missões e às opiniões individuais dos hóspedes e às classificações de felicidade do parque. Ela também observou que a simulação carecia de profundidade, porque os edifícios eram praticamente iguais e o ambiente logo se tornou obsoleto. Swinbanks considerou que lidar com desastres naturais e com a fuga de dinossauros foi emocionante no início, mas logo se tornou repetitivo. Ele também lamentou a falta de novos desafios apresentados no último estágio do jogo. Tack criticou o aspecto cansativo da simulação e a necessidade constante de esperar que os objetivos sejam concluídos, comparando-os a um jogo para celular. Descrevendo a simulação como “superficial”, Roemer criticou a falta de restrições de tempo, classificações de limpeza e um ciclo completo de dia e noite. Ele também ficou decepcionado com o tamanho pequeno de cada ilha, o que tornou a construção do parque “insatisfatória”. Stapleton concordou, dizendo que as ilhas pequenas limitavam a criatividade dos jogadores. Ele observou que os jogadores não podem acelerar o tempo no jogo, um recurso característico de muitos outros simuladores e construtores, e criticou sua exclusão, pois forçava os jogadores a esperar sem rumo para obter dinheiro suficiente para realizar uma ação.
Os contratos do jogo receberam opiniões mistas. Loveridge considerou que eles ajudaram a introduzir uma estrutura no jogo, embora tenha comentado que essas missões não formaram uma narrativa coesa. Tamburro gostou do processo de avançar de uma ilha para a outra, pois cada ilha tem seu próprio layout e paisagem exclusivos, levando os jogadores a criar um novo parque diferente dos anteriores. Ele observou que os contratos ajudavam os jogadores a desbloquear novos itens, mas achava que não eram “empolgantes”. Warr criticou a falta de variedade nas missões, com cenários diferentes apresentando apenas pequenas modificações e ajustando ligeiramente a dificuldade. Ela também não gostou dos contratos por ocasionalmente forçarem os jogadores a concluir missões que não fazem sentido, como liberar um dinossauro para matar os convidados. Swinbanks também criticou as três facções de contrato, acrescentando que a necessidade dos jogadores de satisfazer e equilibrar as demandas das três partes era “arbitrária”. Roemer elogiou a atuação de Goldblum, embora tenha observado que o enredo geral “não vai a lugar algum”. Ele descreveu o sistema de progressão do jogo como “horrível” e desejou ignorá-lo completamente.
O tutorial do jogo e a orientação aos jogadores foram criticados. Loveridge observou que certas missões eram confusas, com alguns objetivos do final do jogo sendo apresentados muito cedo, forçando-o a descartá-los para progredir. Ela destacou a seção de tutoriais por ser incompetente, não informando os jogadores sobre os principais aspectos do jogo, como distribuição de energia e ferramentas de paisagismo, que geralmente criam obstruções, e erros de terreno que impedem os jogadores de construir determinados edifícios e modificar a paisagem. Warr observou erros de ritmo nos tutoriais, dizendo que alguns deles apareciam tarde demais.
Em geral, os críticos tiveram opiniões divergentes sobre o jogo. Loveridge o considerou um jogo de simulação complexo que os fãs da série gostariam de jogar e elogiou as muitas referências ao filme presentes no jogo. Tamburro concordou e o considerou o melhor jogo com o tema Jurassic Park, embora tenha observado que o jogo tinha mais restrições do que o criador de parques anterior da Frontier, Planet Coaster. Inicialmente impressionada com o jogo, Warr ficou decepcionada após um longo tempo de jogo, sentindo que o jogo não tinha profundidade. Swinbanks observou que, apesar de suas deficiências, o jogo era “fiel” à franquia. Ele achou que o jogo era “um bom simulador de gerenciamento de parque por si só”. Roemer considerou que o desenvolvimento do jogo foi apressado e que a falta de profundidade era problemática. Stapleton classificou o jogo como “ruim” por ser muito entediante.

### Vendas
Cinco semanas após seu lançamento inicial, o jogo havia vendido um milhão de cópias por meio de vendas digitais e físicas. Sete meses após o lançamento inicial do jogo, a Frontier declarou o jogo como seu maior lançamento e revelou que mais de 2 milhões de cópias haviam sido vendidas. Até março de 2020, três milhões de cópias do jogo haviam sido vendidas.

### Prêmios
O jogo foi indicado para “Melhor Design de Áudio” no Golden Joystick Awards de 2018, perdendo para God of War. Ele foi indicado para “Excelência em Convergência” no SXSW Gaming Awards, perdendo para Marvel's Spider-Man, e indicado para “Melhor Design de Jogo” e “Melhor Áudio” no Develop:Star Awards.

## Sequência
Uma sequência, Jurassic World Evolution 2, foi anunciada pela Frontier Developments em junho de 2021 e lançada em 9 de novembro do mesmo ano. Goldblum reprisa seu papel no jogo, que inclui recursos adicionais, pterossauros e répteis marinhos. O jogo se passa após os eventos de Jurassic World: Fallen Kingdom, e foi lançado para PC, PlayStation 4, PlayStation 5, Xbox One e Xbox Series X e Series S.